# Амбразура

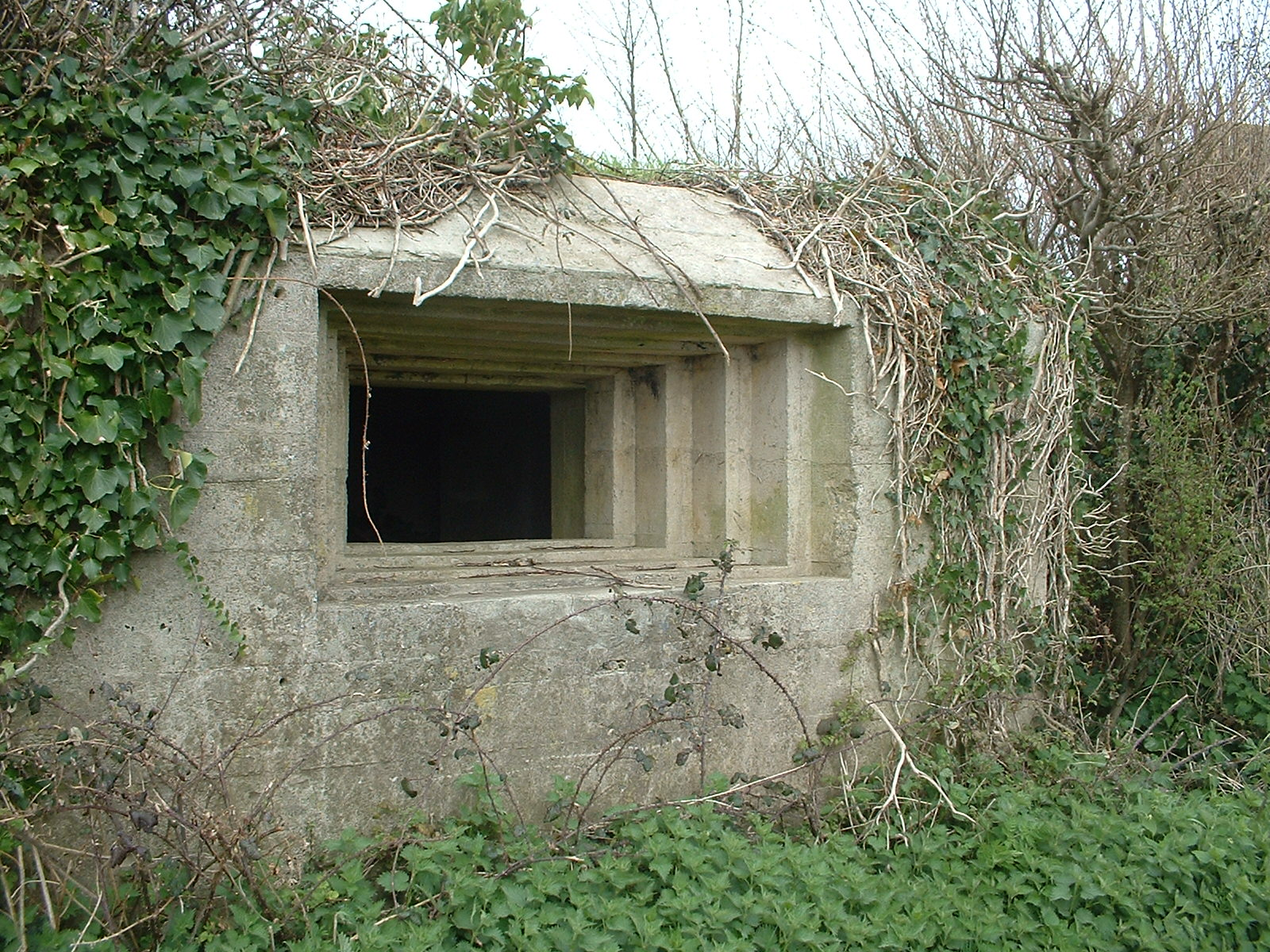
Амбразура дота

Амбразу́ра (фр. embrasure) — у військовій справі відкритий (інколи із заслінкою) горизонтальний отвір у стіні укріплення, в довгочасній вогневій точці, або в броньованому ковпаку (бронебашті). Призначена для ведення гарматного та кулеметного вогню (на відміну від бійниці — вертикального отвору, призначеної для ведення вогню з ручної зброї).
Форми і розміри амбразури залежать від характеру зброї, сектора обстрілу, умов стрільби. Більшість сучасних (ХХ століття) амбразур дотів, для захисту гарнізону та зброї, обладнано «сходинками», що перехоплюють уламки та кулі. Деякі амбразури є допоміжними у фортифікаційній споруді і слугують, наприклад, для захисту вхідних дверей та підходу до наскрізника. Такі амбразури, на відміну від основних, набагато меншого розміру і призначені для ведення вогню тільки з легкої стрілецької зброї.
В архітектурі — отвір у стіні для вікна або дверей, розширений всередину будівлі.

## Примітки

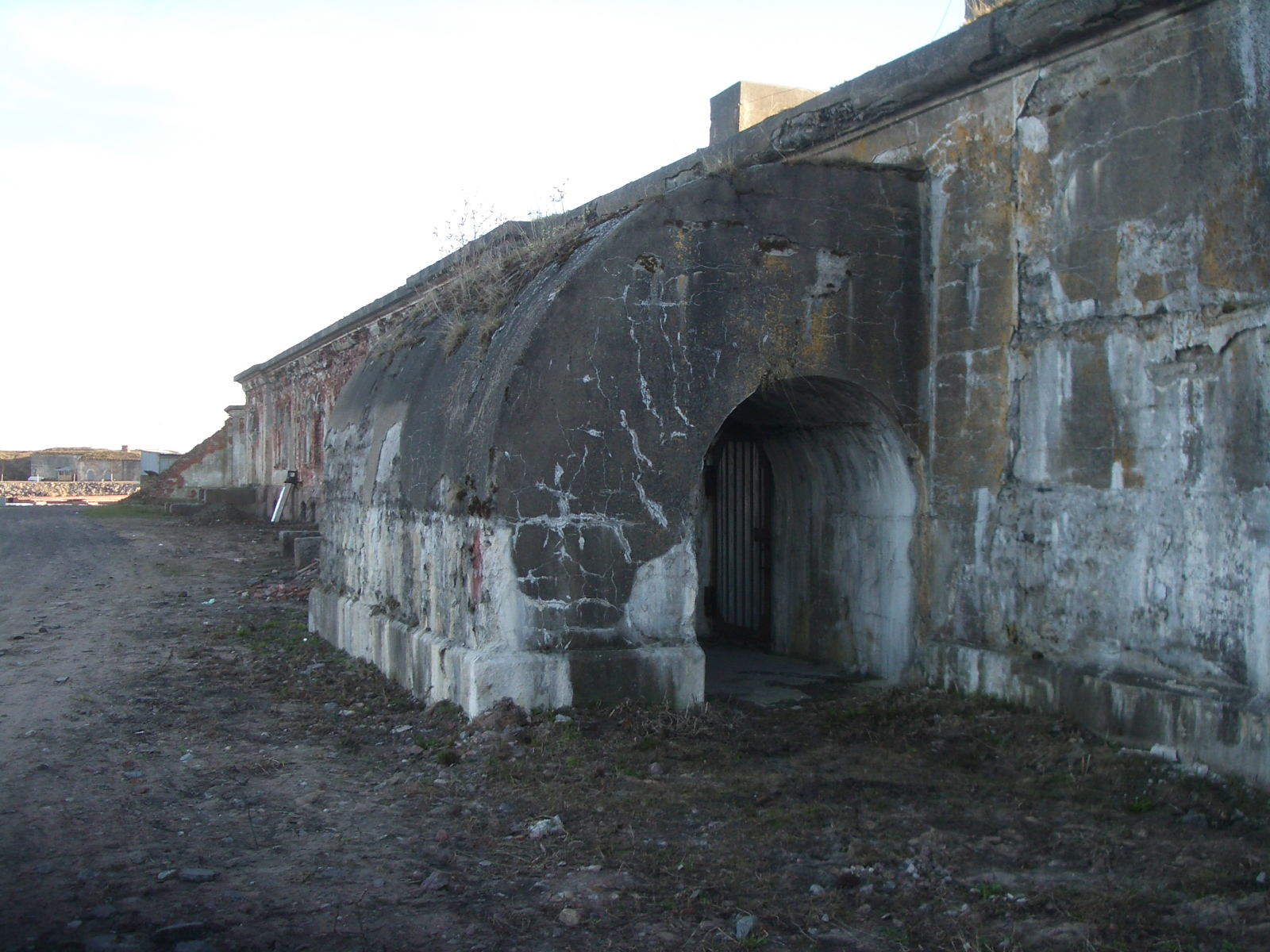
Наскрізник артилерійського форту

## Додатково

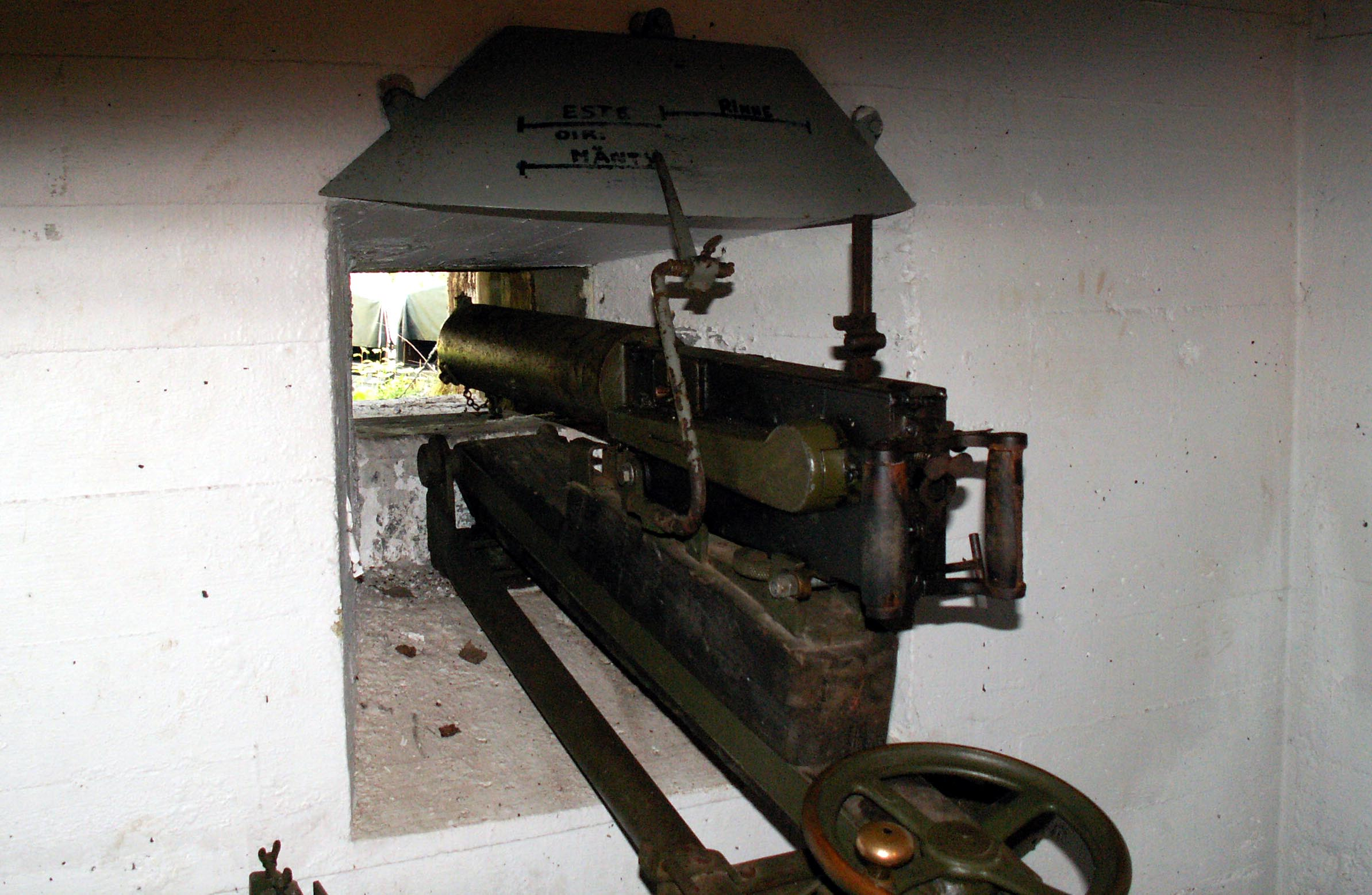
Вигляд з бойового відділення

- Бійниця
- Бліндаж
- Блокгауз
- Гарматний порт
- Дот
- Каземат
- Капонір
- Фортифікація